# Louis Buffet
Louis Joseph Buffet (26. října 1818 Mirecourt – 7. července 1898 Paříž) byl francouzský politik, v letech 1875–1876 premiér Francie.

## Život
Byl synem starosty rodného města. Vystudoval práva v Paříži a Štrasburku. V roce 1838 odcestoval do Británie, kde se naučil anglicky a především se stal obdivovatelem anglického parlamentarismu. Po únorové revoluci roku 1848 byl zvolen poslancem za departement Vogézy a připojil se k umírněným republikánům. Během rostoucího rozvratu se však sblížil s pravicovou Stranou pořádku. Vyslovil se pro potlačení povstání z června 1848 a pro nástup Ludvíka Napoleona. Byl ministrem zemědělství od srpna do prosince 1849 a od srpna do října 1851. Ve druhém případě rezignoval, protože odmítal revizi ústavy. Jako nepřítel státního převratu z 2. prosince 1851 byl krátce vězněn. Poté pečoval o své majetky v Ravenelu a stal se uznávaným agronomem. Byl zvolen předsedou zemědělského výboru v Mirecourtu. V roce 1863 byl znovu zvolen poslancem, byl jedním z podporovatelů Émila Olliviera a od ledna do 10. dubna 1870 byl ministrem financí v jeho vládě. Rezignoval na protest proti plebiscitu z 8. května 1870, jímž Napoleon III. upevňoval své dynastické nároky. Po vzniku třetí republiky se vrátil do politiky, ale spíše na konzervativních pozicích. Odmítl Thiersovu nabídku stát se ministrem financí. Od 4. dubna 1872 do 10. března 1875 byl předsedou Národního shromáždění. Roku 1873 se podílel na svržení Thierse. V roce 1875 byl jmenován ministrem vnitra a brzy i předsedou vlády. Republikáni ho viděli jako potenciální hrozbu a v roce 1876 se nedostal do sněmovny. Roku 1876 byl zvolen doživotním senátorem. Během tzv. krize 16. května v roce 1877 podporoval neúspěšný pokus prezidenta MacMahona o převzetí politické moci.